# Thomas Bernhere
Thomas oder Thoms Bernhere, auch Barnehere (* um 1560 in Southam, Warwickshire; † nach dem 1. Dezember 1601 vermutlich in Amsterdam) war ein puritanischer Kaufmann und Prediger, der während der Englisch-Marokkanischen Allianz Mitglied der englischen Handelsdelegation in Marokko war. Er setzte er sich für eine presbyterianische Organisation der Kirche ein und lehnte den Episkopalismus in der Kirche von England ab.

## Leben
Thomas Bernhere war ein Sohn des gebürtigen Schweizers Augustin Bernher (* um 1525/30; † 1565), eines reformierten Theologen, der während der Verfolgungen unter Königin Maria I. von England die heimliche protestantische Gemeinde in London geleitet hatte. Seine Mutter Elizabeth († 1568) war wahrscheinlich eine Schwester von John Careless († 1556) aus Coventry, der als Protestant hingerichtet wurde. Als Thomas’ Geschwister werden Clemente, Ursulay und Katherin Bernehere erwähnt. 1569 erhielten die Geschwister nach dem Tod der Eltern eine finanzielle Unterstützung aus dem Nachlass von Robert Nowell (1520–1569), der unter Königin Elisabeth I. the Queen's Attorney-general (Generalanwalt) des Court of Wards and Liveries gewesen war.

### Studium am St John’s College in Cambridge

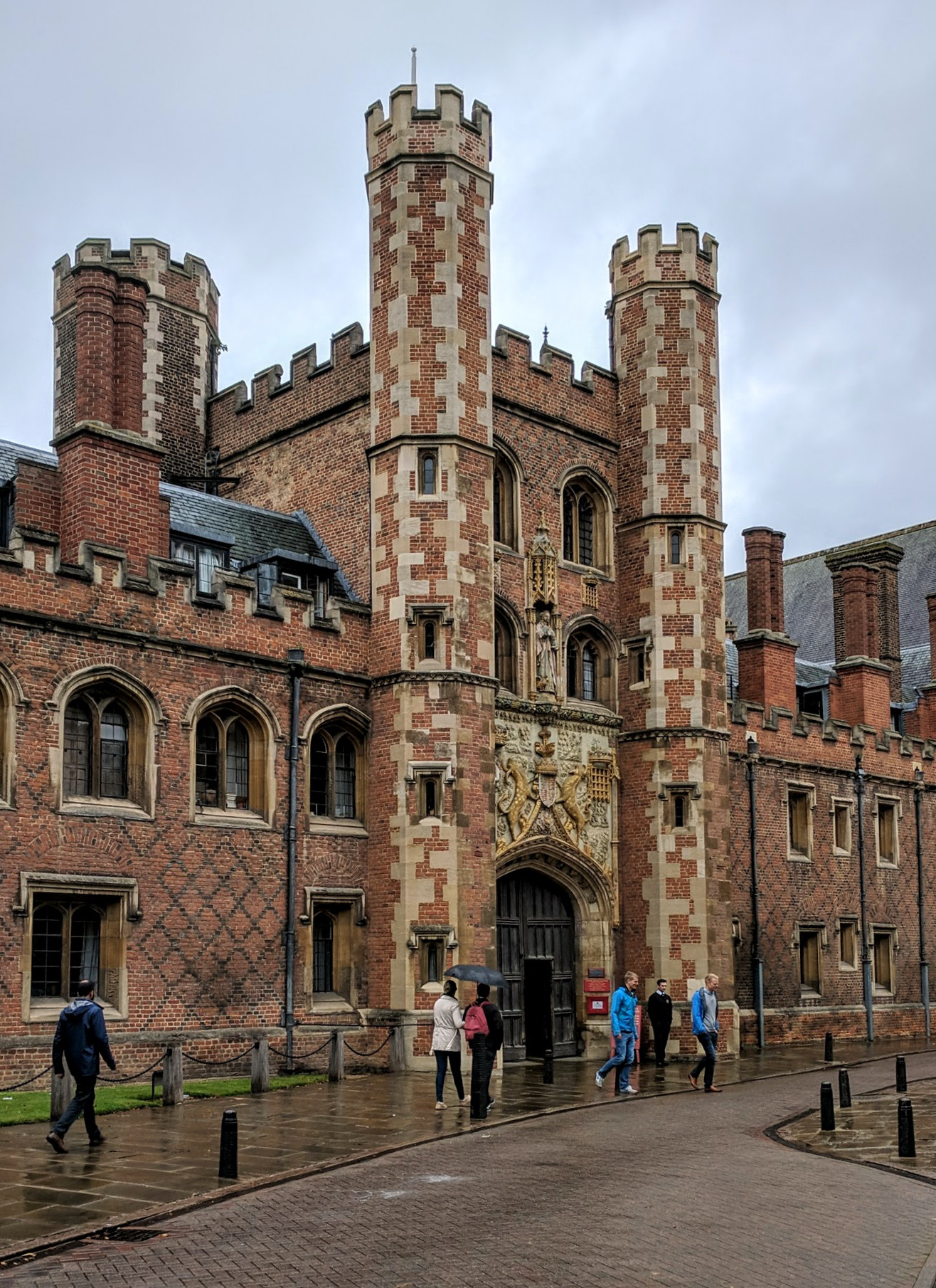
Eingangstor des St John’s College

Thomas Bernhere studierte am St John’s College in Cambridge. 1581/82 erwarb er das Baccalaureat, 1585 wurde er Magister artium und 1587 wurde er zum Fellow gewählt. Er erhielt in Cambridge eine umfassende, auch theologische Ausbildung. Am St John’s College lehrte der Professor Thomas Cartwright, der im Herbst 1589 dort eine puritanische separatistische Assembly abhielt, auf der eine presbyteriale Kirchenverfassung nach dem Booke of Discipline vertreten wurde. Zusammen mit elf weiteren Fellows des Colleges – dem Puritaner Henry Alvey (1553–1626) aus Hockerton bei Southwell in Nottinghamshire, Daniel Munsay (1546–1620) aus Cambridgeshire, Deacon Arthur Johnson (1554–1611) aus Kendal, Robert Hill (1563–1623) aus Ashbourne, dem Mathematiker Henry Briggs aus Warleywood bei Halifax, Pfarrer William Hall (1559–1657) aus Barton-upon-Humber, Ralph Furness (1557–1639) aus Yorkshire, Richard Harris (1558–1621) aus Shropshire, Deacon John Allenson (1558–1619) aus Durham – und Abdias Ashton (1563–1633) aus Middleton, einem Studenten des St John’s College, unterschrieb Bernehere im Dezember 1589 eine Petition an William Cecil, 1. Baron Burghley (in dessen Funktion als Universitätskanzler) für den inhaftierten Dissenter Francis Johnson (1562–1618). Als Thomas Bernhere und der Student William Peachy (1565–1643) aus Essex es ablehnten, ein Chorhemd zu tragen, weigerte sich Professor William Whitaker, der Leiter des St John’s College, ein Neffe von Robert Nowell, die beiden zu bestrafen. Thomas Bernhere wurde ein Kaufmann. Weil er sich nicht von einem Bischof der anglikanischen Kirche, sondern von einer ausländischen reformierten Gemeinde hatte ordinieren lassen („having gone beyond sea‚ to be made minister by a presbyterie there’“), wurde seine Fellowschaft (sein Stipendium) in Cambridge um 1590 in Frage gestellt. Henry Alvey – inzwischen Fellow und Präsident des St John’s College, 1589 ebenfalls ein Unterzeichner der Petition an William Cecil –, verteidigte Bernhere nachdrücklich vor den leitenden Geistlichen und meinte, dieser sei ein ebenso guter Prediger wie jeder andere dort Anwesende.
Im Dezember 1595 wurde in Plymouth der Yorker Kaufmann Samuel Wharton († nach 1606) – wahrscheinlich ein ehemaliger katholischer Priester –, der per Schiff von London nach Bayonne reisen wollte, als spanischer Spion im Englisch-Spanischen Krieg verdächtigt und zunächst festgesetzt. Bei ihm wurde unter anderem ein Brief von Thomas Bernher an einen unbekannten Adressaten gefunden. Wharton stritt ab, etwas über Absender oder Empfänger des Briefes zu wissen. Lord High Treasurer William Cecil und sein Sohn Robert Cecil, 1. Earl of Salisbury, Mitglied des Privy Council, wurden eingehend über den Vorgang informiert.

### Puritanischer Kaufmann und Geistlicher in Marrakesch

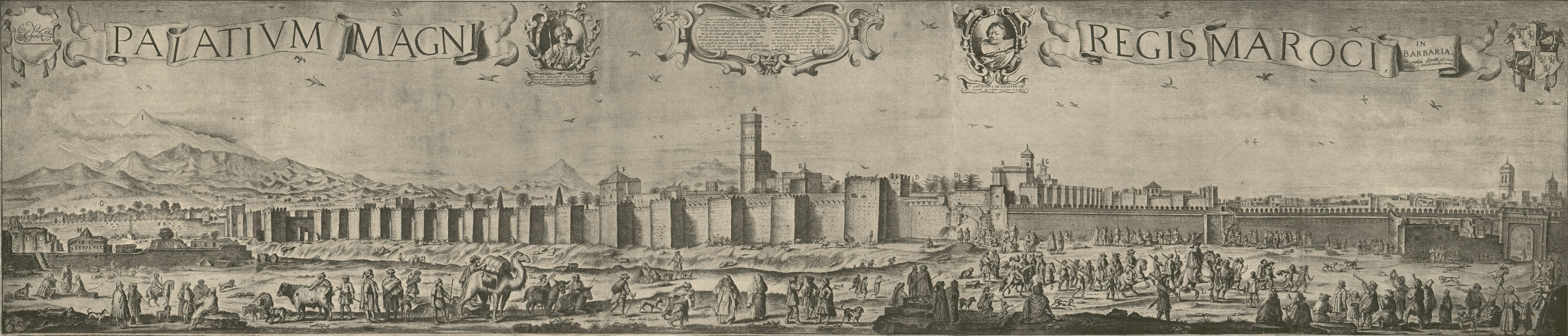
Kasbah von Marrakesch mit el-Badi-Palast, Stich von Adriaen Matham (1593–1660), 1640

Um die Jahrhundertwende lebte Thomas Bernhere als Mitglied der englischen Handelsdelegation (Barbary and Levant Company) im Rahmen der Englisch-Marokkanischen Allianz in Marrakesch (the citie of Moroco). Robert Swift (* um 1534; † 1599) aus Rotherham, ein Anwalt (Barrister) im Lincoln’s Inn, bedachte „Mr. Thomas Barnehere, nowe in Barbarye,“ als testamentarisches Legat mit dem griechisch-lateinischen Buch eines gewissen „Eusebius Cosmopolitanus … (whiche I had of him), my Rastell's Abridgement of Statutes, and Mr. Bradford's Meditations“. Während seines Aufenthaltes in der „Barbery“ stand Bernhere 1599 in Briefwechsel mit dem Ex-Separatisten Peter Fairlambe († nach 1606), als dieser sich in Agadir aufhielt. Fairlambe, der unter dem Einfluss des Londoner Lordbischofs Richard Bancroft in die „Church of England … by law established“ zurückgekehrt war, hielt „Mr Barnhere“ für einen puritanischen separatistischen Geistlichen (Preacher) – einen Anhänger von Francis Johnson – und meinte, die englische Handelsniederlassung in Marokko sei von Brownisten unterwandert. Mehrfach erwähnt Fairlambe ein Buch, das Thomas Bernhere verfasst und ihm zugesandt hatte. Bernhere trat für eine Ecclesiastical discipline (Kirchenordnung) ein, die sich als Presbiteriall discipline am reformierten hugenottischen (französischen) und holländischen Vorbild bzw. am Genfer und schottischen Presbyterium orientierte. Das Bischofsamt hielt er unter Berufung auf den puritanischen Theologen William Fulke (1538–1589) für unbiblisch. Fairlambe veröffentlichte die mit Bernhere geführte theologische Auseinandersetzung sieben Jahre später in London.

### Vermittlung astronomischer Geräte an Sultan Ahmad al-Mansur

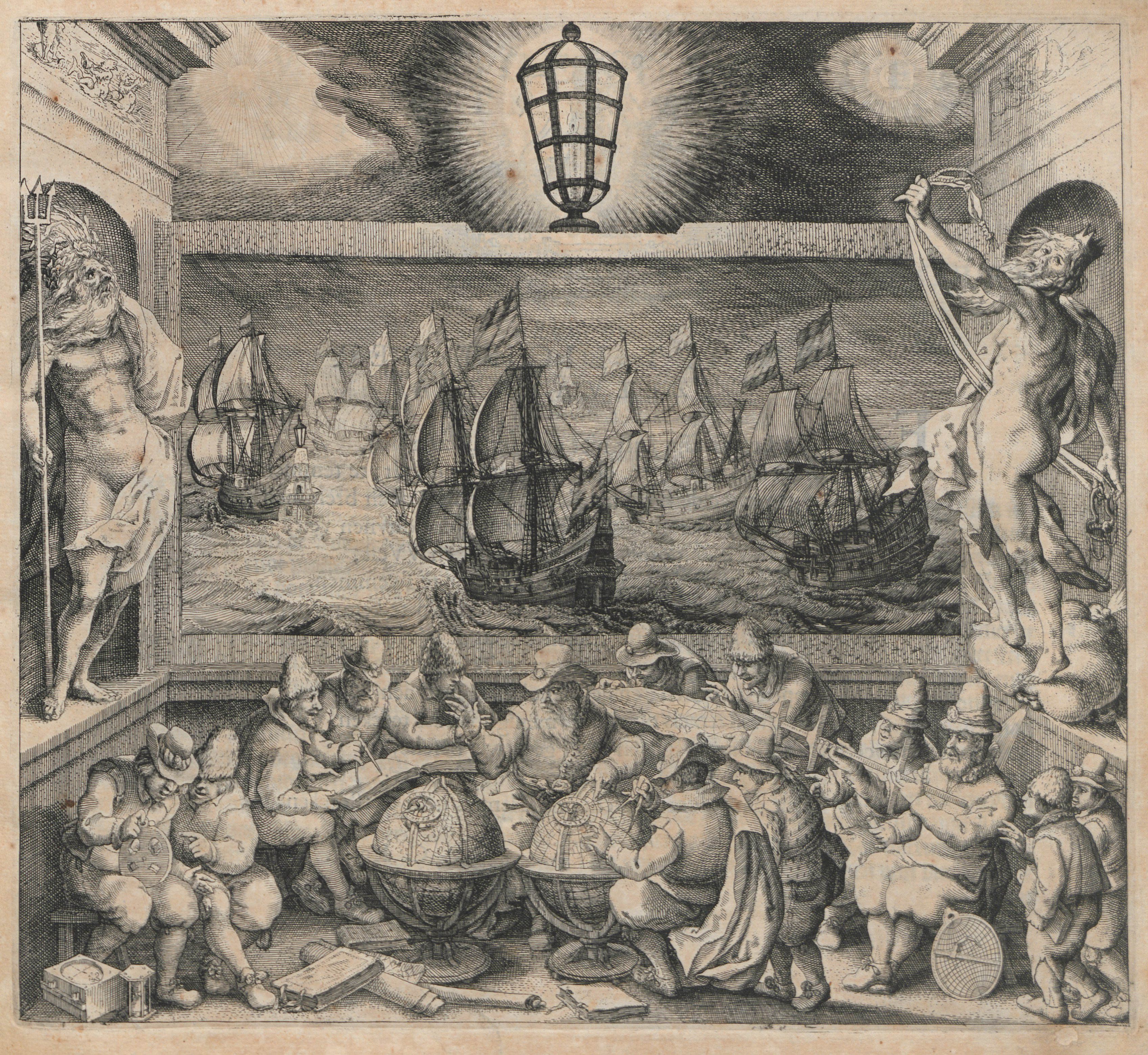
Kompass, Sanduhr, See-Astrolab, Erd- und Himmelsgloben, Zirkel, Jakobsstab und Astrolab; Frontispiz von Willem Blaeu, 1608

Im Juni 1600 korrespondierte Bernhere aus Marrakesch mit seinem  Studienfreund und Schwager (Brother in-law) in London, dem Mathematiker Edward Wright, wegen der Anschaffung astronomischer Geräte (Sphäre, Präzisionsuhr, Kosmolabium, Sextanten, „Seering“ (ein neues Instrument zur Anzeige der magnetischen Deklination), Astrolabien mit einer außergewöhnlichen Funktion) durch Sultan Ahmad al-Mansur. Als Mittelsmann für das Geschäft empfahl Bernhere Abd el-Ouahed Anoun, den Sekretär Ahmad al-Mansurs, der gerade an Bord der Eagle a.k.a. Arbella als Botschafter an den Hof der Königin Elisabeth I. von England aufbrechen wollte. Die Transaktion sollte möglichst über John Wakeman († nach 1603) in Marokko, einen Angestellten (servant) des Alderman Edward Holmden (Hamden) (1544–1615) und Faktor (Handlungsbevollmächtigten) des marokkanischen Botschafters Abd el-Ouahed Anoun, den Londoner Kaufmann Thomas Pate († nach 1603) als Spediteur und den Kapitän der Eagle Robert Kitchen als Zahlmeister abgewickelt werden. Wakeman und Pate hatten auch das „goldene Bett“ für Sultan Ahmad al-Mansur aus England geliefert, auf das vom Prinzen von Marokko in William Shakespeares Kaufmann von Venedig angespielt wird (Akt 2, Szene 7, Zeile 58; 1600 veröffentlicht).
Bernhere starb im Ausland (died abroad), vermutlich in Amsterdam. Zwischen englischen Kaufleuten in der Barbary und der reformierten englischen Separatisten-Gemeinde in Amsterdam (Brethren of the Separation of the First English Church at Amsterdam oder Ancient Brethren) bestanden enge Beziehungen.

## Werke
- (verschollen) Plädoyer für eine Presbiteriall discipline (presbyterianische Verfassung) der Kirche, vor 1599[28][45]